# Do 17 (航空機)
Do 17
編隊を組んで飛行するDo 17Z (1940年9月撮影)
- 用途：軽爆撃機、夜間戦闘機、偵察機
- 分類：爆撃機
- 製造者：ドルニエ・フルークツォイクヴェルケ社
- 運用者

  -  ドイツ国（ドイツ空軍）
  -  フィンランド（フィンランド空軍）
  -  スペイン（スペイン空軍）
  -  ユーゴスラビア王国（王立ユーゴスラビア空軍）
  -  ソビエト連邦（輸出された2機のみ）
- 初飛行：1934年11月23日
- 生産数：1,994機
- 運用開始：1937年
- 退役

  - 1945年（ドイツ）
  - 1947年9月13日（フィンランド）
- 運用状況：退役

Do 17（Dornier Do 17 ）は、ドイツのドルニエ社が開発し、第二次世界大戦中にドイツ等で運用された双発爆撃機。
元々は高速郵便輸送機との名目で開発された経緯があり、滑らかに成形された機首と細い胴体から「空飛ぶ鉛筆 (Fliegender Bleistift)」の異名をとった。

## 特徴
高速で敵戦闘機を振り切ることを主眼とし、空力を重視したデザインがされていた。異名が示すように、横断面が小さくほっそりとした胴体が外見上の大きな特徴である。主翼は肩翼式でやや円形のテーパー翼となっている。尾翼は双尾翼の形をとった。4名の乗員はすべて機首のコンパートメントに集中配置された。初期の実験機では機首が直線状になっていたが、実戦参加機のE型からガラスで整形された半球状となり、S、U型から機首が上下に大きくせりだした形状となった。
低空性能が良く、頑丈だったため重宝されたものの、肝心の高速性能に関しては敵機を振り切るほどのものは得られなかった。細い胴体は拡張性が無かったため、爆弾の搭載量を増やすことはおろか、防御火器の増設もままならず、泥縄のように改良が行われた。
バトル・オブ・ブリテンの頃には旧式化しており1940年で生産は停止され、その後はDo 17を元に設計された新機種Do 217に移行していったが、残存機は東部戦線で夜間爆撃任務に就くなどドイツ降伏まで戦い続け、その後もしばらくは各国で使用されていた。

## 主な派生型

### V型
V1～V3型は再軍備宣言以前であったため商用として試作された高速郵便旅客型試作機である。単尾翼で直線の機首が特徴。高速性能を重視したものの、居住性が悪く正式採用にはいたらなかった。ドイツではこの機体がドイツ空軍の目にとまり軍用機として開発された事になっている。
V4型からは爆撃機としての試作機となり、双尾翼に変更され胴部に爆弾倉が設置されている。防御火器やエンジン、機首形状など様々な用途研究の為に試作機が作られている。

### E、F型
ダイムラーベンツ社のDB600エンジン（1000馬力）を搭載して試作されたが、DB600エンジンが戦闘機に優先して回されたため、BMW VIエンジンに変更された。
E-1型は500kgの爆装が可能な爆撃機型で、F-1型は燃料を増設し偵察用カメラを搭載した写真偵察機となっており、スペイン内戦で実戦参加している。

### K型
ユーゴスラビアに輸出されたタイプ。1937年にスイスのチューリッヒで開催されたエアレースにおいて、デモンストレーションを行ったDo 17MV（後のM型とは別系統の試作機）を見た王立ユーゴスラビア空軍の発注で開発された。
34機がドイツで作られ33機がユーゴスラビアで生産されている。初期の試作機に近い直線型の機首が特徴で、ノームローン14Nエンジンに換装され、武装としてヒスパノ20mm機関砲を搭載していた。
枢軸軍がユーゴスラビアに侵攻した際はこれを攻撃するために出動し、枢軸国の地上軍は友軍機として見慣れた機体に攻撃されるという珍事も起こった。

### M型、P型
1938年から生産された機種で、ブラモ323A-1ファフニールエンジン（900馬力）を動力とし爆弾搭載量を1000kgに増大させた爆撃機型がM型。燃費に優れたBMW132Nエンジンを搭載した長距離偵察型がP型で、それぞれE、F型の後継機として開発されスペイン内戦に派遣された。
ただDo 17シリーズの中でも優秀なZ型が生産を控えていたため少数生産にとどまっている。

### S型、U型
防御力重視などのためにコクピット部分を改良した試作機がS型である。特に上下に大きく膨らんだデザインは拡張性が高くこの後の機種にも受け継がれた。防御用の機銃と射手が追加され3機が製作された。
U型は爆撃機隊を誘導する先導爆撃機型で、大きくなったコクピットには射手に加え通信士を搭乗させている。少数だが生産された。

### Z型
Do 17の主力型で最終型である。
- Z-0、1型

エンジンは変わらず900馬力のブラモ323A-1であったため、防御火器を追加し重量が増加した量産型のZ-1型では爆弾搭載量が500kgと減少してしまった。
- Z-2、3、5型

エンジンを1000馬力のブラモ323Pに換装したため、爆弾搭載量が1000kgに戻り、さらに防御火器を追加している。ただし航続距離が若干減少している。3型は2型をベースとして、機首にカメラを搭載、爆弾倉の半分を燃料タンクとした偵察爆撃機型。爆弾搭載量は500kg。5型はやはり2型をベースとした洋上偵察型で展張式の救命ボートを搭載していた。
- Z-4型

複操縦装置付きを備えた練習機型。

### Do215
Z型の輸出型として1939年から生産されたシリーズで、全部で101機生産された。高性能の液冷式の1000馬力ダイムラー・ベンツ DB 601エンジンを搭載し、それにあわせて正面面積の狭い形状にエンジンナセルを変更したため空力的に洗練されたこともあり、Do 17Zより高性能の機体となった。そのこともあり予定されていたスウェーデンへの輸出は中止され、ドイツ国内向けに改造されて使用された。
生産時の形式はA-1で、国内向けの改造を施されたときにB-1、B-2の形式を与えられた。またカメラを搭載した写真偵察型も作成されB-4型と呼ばれた。ソ連に2機が輸出されB-3の型式番号が与えられた。
B-5型は夜戦型に改造されカウツIIIと呼ばれた（後述）。

### 夜間戦闘型 カウツ

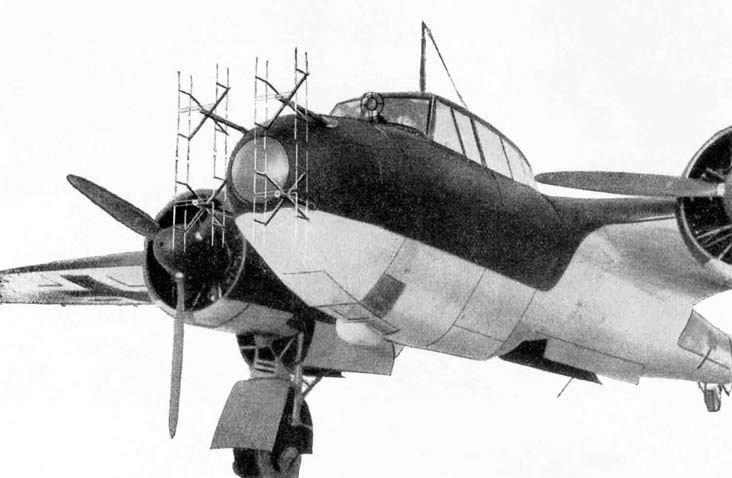
機首にレーダーを装着したドルニエ Do 17 Z-10 カウツII

1940年、イギリス空軍の夜間爆撃に対抗するため夜間戦闘機がDo 17 Z型をベースとして応急処置として開発された。Z-6型、Z-10型の2機種が開発され、両方ともに「フクロウ」や「ミミズク」を意味するカウツ(Kauz)と呼ばれた。
Z-6型はカウツIと呼ばれ、Z-3型をベースとし機首をJu88Cのものに換装している。その部分に20mmMG FF 機関砲1門と、3丁の7.92mmMG 17 機関銃を増設、それに加えコクピット（前部風防）に「シュパナー」と呼ばれる赤外線暗視装置の一種が装備されていた。　
Z-10型はカウツIIと呼ばれ、7.92mmMG 17 機関銃と20mmMG FF 機関砲をそれぞれ4丁ずつ搭載した武装強化型である。シュパナーが当初想定した照射機と探知機の２機運用に問題があった為、赤外線サーチライトが装備されていた、9機が製作され、サーチライト照射や地上の警戒レーダーの誘導による夜間戦闘を行い、後年の本格的な夜間戦闘への道を開いた。
Do215のB-5型は、Do215の優れた性能を見込んで夜戦型として20機ほど製作されカウツIIIと呼ばれた。Z-6と同様に機首はJu88Cのものになっている。1941年に完成されたリヒテンシュタインレーダーを搭載し、ドイツ軍初のレーダー搭載夜間戦闘機となり大きな戦果をあげている。

## 機体データ
ドルニエ Do 17 Z-2

三面図

- 乗員：4名　（パイロット、爆弾手兼射手、射手2名）
- 全幅：18m
- 全長：16.25m
- 全高：4.6m
- 全備重量：7650kg
- エンジン：ブラモ323Pフェンリル　空冷星形（1000馬力）
- 最高速度：427km/h
- 航続距離：1,160km
- 実用上昇限度：8,200m
- 武装：7.92mmMG 15 機関銃最大6丁（機首の1丁を20mmMG FF 機関砲又はMG 151/20機関砲に交換する場合有り）
- 爆弾搭載量：1,000kgまで

## 現存機
Do 17は2000機ほど製造され、戦後も使用されたにも関わらず、その多くはスクラップとなり、現存の機体は存在しなくなった。ところが2008年にイギリス本土沖、ドーバー海峡のやや東側のグッドウィンサンズ砂州の海底に、撃墜されたと思われる機体が発見され、2013年にウォーゲーミング社とイギリス王立空軍博物館によって引き揚げられた。

同年より修復作業が行われ、現在はイギリス王立空軍博物館に世界唯一のDo 17として展示されている。

## 登場作品

### ゲーム
『War Thunder』
ドイツ軍の爆撃機として登場。
『艦隊これくしょん -艦これ-』
基地航空隊にのみ配備可能な陸上爆撃機として、Z-2型が登場。

### アニメ・漫画
『空軍力の勝利』
クレタ島の戦いにて登場。